# 衣川廃寺跡
衣川廃寺跡（きぬがわはいじあと）は、滋賀県大津市衣川2丁目にある古代寺院の遺跡。1977年3月8日に国の史跡に指定された。

## 概要・立地
衣川廃寺は、琵琶湖の幅がもっとも狭隘になる付近、志賀丘陵の先端部にあり、丘陵の尾根を削平・盛土して整地して寺地としている。寺地は標高100メートル前後、付近の水田との比高3メートルほどに位置する。
寺は7世紀半ばすぎ、飛鳥時代後期の建立とみられ、近江最古の寺院の一つであるが、2棟の建物跡が残るのみであり、伽藍は未完成である。立地や出土瓦の文様等から、和邇氏所縁の寺とみられるが、近江大津宮の廃都（672年）とともに伽藍造営が中断されたものとみられる。

## 遺構・遺物
東方建物跡は、一辺9メートル、高さ1.06メートルの版築基壇が残る。基壇が正方形であるところから塔跡とみられるが、基壇上には礎石を据えた痕跡が見当たらない。
北方建物跡は金堂とみられ、東西18メートル以上、南北15メートル、高さ1.3メートルの基壇がある。基壇上には礎石や根石が若干残る。
このほか、寺地南西の斜面に瓦窯跡がある。
寺跡から出土する軒瓦の文様は6種に分類される。短期間で造営を中止した寺院にしては、瓦の種類が多いことが特色である。